# シャンセル・エンベンバ
シャンセル・エンベンバ・マングリュ（Chancel Mbemba Mangulu 、1994年8月8日 - ）は、コンゴ民主共和国・キンシャサ出身のプロサッカー選手。コンゴ民主共和国代表。オリンピック・マルセイユ所属。ポジションは、ディフェンダー。

## 経歴

### 生い立ち
母親のアントワネットは元バスケットボールコンゴ民主共和国代表選手。9人兄弟の長男である。

### クラブ
キンシャサのクラブでプレーを始め、2012年にベルギーに渡りRSCアンデルレヒトの下部組織に入団した。この時、年齢詐称が疑われたため骨の精密検査を受けている。なお検査の結果、年齢詐称の疑いは晴れた。2013年7月28日、2013–14シーズン開幕戦のスポルティング・ロケレン戦でトップチームデビュー。
2015年7月26日、ニューカッスル・ユナイテッドFCがムベンバの獲得についてアンデルレヒトと合意に至ったと発表した。7月30日に正式に移籍、5年契約を結んだ。
2018年7月23日、FCポルトと4年契約を締結したことが発表された。
2022年7月15日、オリンピック・マルセイユへフリーで移籍、3年契約を結んだ。

### 代表
出場大会
- コンゴ民主共和国代表

2013年 - アフリカネイションズカップ2013（グループステージ敗退）
2015年 - アフリカネイションズカップ2015（3位）
2017年 - アフリカネイションズカップ2017（ベスト8）
2019年 - アフリカネイションズカップ2019（ベスト16）
2023年 - アフリカネイションズカップ2023（4位）
試合数
2024年2月10日現在
- 国際Aマッチ 83試合 6得点（2012年 - ）

| コンゴ民主共和国代表 | 国際Aマッチ | 国際Aマッチ |
| 年                   | 出場        | 得点        |
| -------------------- | ----------- | ----------- |
| 2012                 | 2           | 0           |
| 2013                 | 2           | 0           |
| 2014                 | 4           | 0           |
| 2015                 | 14          | 1           |
| 2016                 | 7           | 0           |
| 2017                 | 11          | 2           |
| 2018                 | 4           | 0           |
| 2019                 | 10          | 1           |
| 2020                 | 2           | 0           |
| 2021                 | 8           | 0           |
| 2022                 | 2           | 0           |
| 2023                 | 8           | 0           |
| 2024                 | 9           | 2           |
| 通算                 | 83          | 6           |

## タイトル

### クラブ
RSCアンデルレヒト
- ベルギーリーグ：2013-14
- ベルギー・スーパーカップ：2014

ニューカッスル・ユナイテッド
- EFLチャンピオンシップ：2016-17

FCポルト
- プリメイラ・リーガ : 2回 (2019-20, 2021-22)
- タッサ・デ・ポルトガル : 2回 (2019-20, 2021-22)
- スーペルタッサ・カンディド・デ・オリベイラ : 2回 (2018, 2020)